# Pajuçara (Natal)
Pajuçara é um bairro da zona norte da cidade do Natal, no estado do Rio Grande do Norte. Embora existiam registros de povoamento no século XVIII, a área começou a ser habitada de fato a partir de 1987, com a criação de dois conjuntos habitacionais, Pajuçara I e Pajuçara II, sendo oficializado como bairro pela lei municipal 4 328, de 5 de abril de 1993. Atingiu mais de 35 mil habitantes já em 1996 e, em 2000, chega à marca de 42 mil. No último censo, realizado em 2010, já se constituía como o terceiro bairro mais populoso de Natal, com cerca de 58 mil habitantes, sendo superado apenas por Nossa Senhora da Apresentação e por seu vizinho Lagoa Azul, que também se localizam na zona norte.
O nome do bairro vem do vocábulo indígena "Ipajuçara", que quer dizer "Lagoa da Palmeira Juçara", ao passo que "juçara" é um termo de origem tupi que significa "espinhosa". Parte de sua área está inserida na Zona de Proteção Ambiental 9 (ZPA 9), que abrange os ecossistemas de dunas e lagos próximos ao Rio Doce, que serve em parte de limite natural entre Pajuçara e o município de Extremoz. No bairro está localizada a primeira unidade de pronto atendimento (UPA) de Natal e do Rio Grande do Norte, a UPA Pajuçara, construída pelo governo federal e inaugurada em junho de 2010. Possui 89,2% de sua população a partir de cinco anos alfabetizada e um rendimento médio mensal de 0,92 salários mínimos.